# Flugunfall einer Bristol 170 der Maritime Central Airways
Der Flugunfall einer Bristol 170 der Maritime Central Airways ereignete sich am 13. Februar 1956 bei Frobisher Bay in der kanadischen Provinz Nunavut. Dabei stürzte eine Bristol 170 der Maritime Central Airways, mit der ein Charterfrachtflug innerhalb der Provinz Nunavut durchgeführt werden sollte, unmittelbar nach dem Start zu Boden, wobei alle drei Insassen starben. Als Unfallursache wurde eine schlechte beziehungsweise unzureichende Ladungssicherung festgestellt.

## Flugzeug und Betreiber
Das eingesetzte Flugzeug war eine Bristol 170 Mk31 Freighter aus britischer Produktion, die 1953 endmontiert wurde. Sie trug die Werknummer 13136, das Flugzeug war eine Frachtmaschine original ab Werk. Die Maschine war mit zwei 14-Zylinder-Sternmotoren des Typs Bristol Hercules 734 mit je 1.980 PS (1.456 kW) ausgestattet. Die Maschine trug das Luftfahrzeugkennzeichen CF-FZU. Es handelte sich um die einzige Bristol 170 in der Flotte der 1941 gegründeten und 1963 von der Eastern Provincial Airways übernommenen Maritime Central Airways.

## Besatzung
Es befand sich eine dreiköpfige Besatzung an Bord, bestehend aus Kapitän, Erstem Offizier und Flugingenieur. Der Kapitän William H. Pepper war ein in Montréal ansässiger Australier. Die anderen beiden Besatzungsmitglieder waren kanadische Staatsangehörige.

## Beladung und Flugziel
Bei dem Flug handelte es sich um einen Charterflug, der für das Militär durchgeführt wurde und im Rahmen dessen Ausrüstung zum Simpson Lake Airstrip, einem Stützpunkt an der Distant Early Warning Line, transportiert werden sollte. Unter anderem wurde das Fahrgestell eines Fünftonner-Kipper-LKWs verladen.

## Unfallhergang
Die Maschine hob um 8:25 Uhr in Frobisher Bay ab. Der Kapitän, der die Maschine steuerte, kontaktierte eine Minute nach dem Abheben die Flugsicherung und meldete, dass die Ladung beim Start nach hinten verrutscht sei. Er versuchte daraufhin, zum Flughafen zurückzukehren. Als die Maschine sich um 8:27 Uhr dem Ende der Gegenanfluggeraden näherte, war zu beobachten, wie sich ihr Anstellwinkel erhöhte. Die Maschine drehte sich anschließend nach rechts und stürzte in 1,5 Meilen (ca. 2,4 Kilometer) Entfernung zu Boden. Fünf Sekunden nach dem Aufschlag explodierte das Flugzeug und brannte aus. Die Maschine wurde zerstört, die drei Besatzungsmitglieder an Bord kamen ums Leben.

## Ursache
Als Unfallursache wurde angenommen, dass das LKW-Fahrgestell, welches unzureichend gesichert war, während des Startlaufs nach hinten gerollt war, wodurch sich der Schwerpunkt der Maschine über den zulässigen Grenzwert nach hinten verlagerte. Der Kapitän habe während seines Versuches, die Maschine zum Flughafen zurückzufliegen, die Kontrolle über die Bristol verloren, die daraufhin einen Strömungsabriss erlitt, zur Seite abdrehte und zu Boden stürzte.